# Zalążnia

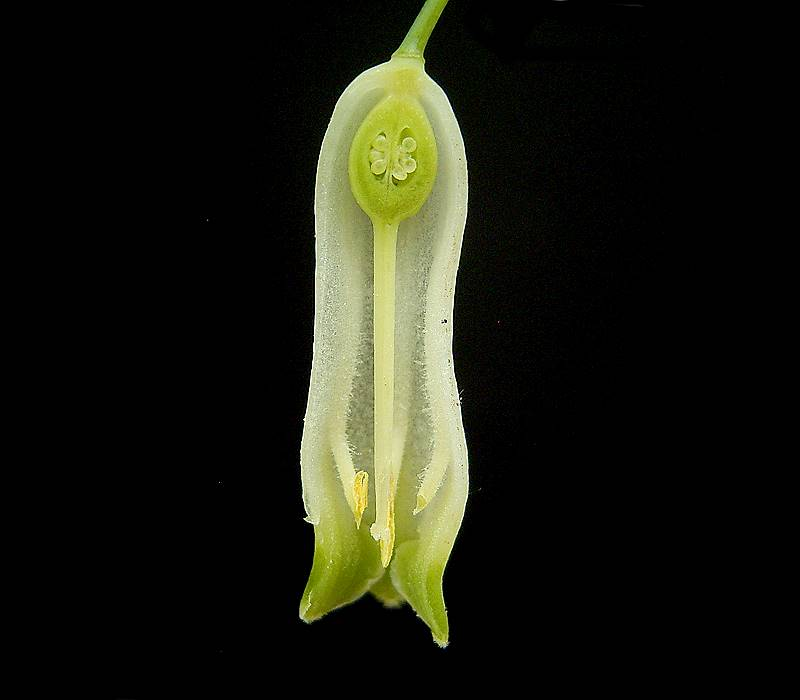
Przekrój przez kwiat kokoryczki – widoczna zalążnia z 6 zalążkami

Zalążnia (ovarium) – rozszerzona, dolna część słupka kwiatowego (pistillum) u roślin okrytonasiennych. Powstaje w wyniku zrośnięcia jednego lub więcej owocolistków, tworzących ściany komory zalążniowej. Zalążnia w słupku zbudowanym z jednego owocolistka jest zawsze jednokomorowa. Jeśli owocolistków jest więcej, ale zrastają się brzegami – także tworzą komorę pojedynczą. Jeśli brzegi owocolistków wchodzą do wnętrza, a ściany zalążni powstają w wyniku zrastania się ich zewnętrznych części, to zalążnia może być wielokomorowa lub może zawierać niepełne przegrody. Jeśli to nie brzegi owocolistków, a wybujałe tkanki wyrastające z ich ścian dzielą komorę zalążni – nazywane są one fałszywymi przegrodami (np. u kapustowatych). Zalążnia utworzona z więcej niż jednego owocolistka nazywana bywa cenokarpem. W wyniku zrastania się owocolistków (zarówno pojedynczych, jak i wielu), ich górna powierzchnia staje się wewnętrzną ścianą zalążni. Nierzadko owocolistki zrastają się w dolnej części słupka, tworzącej zalążnię, podczas gdy wyżej rozchylają się, tworząc odrębne szyjki i znamiona.
Na wewnętrznych ścianach owocolistków znajduje się jeden lub wiele zalążków. Powstawać mogą albo na brzegach owocolistków (submarginalnie) albo na ich powierzchni (laminalnie) z wyniosłości zwanej łożyskiem (placenta), przez które przechodzą wiązki przewodzące. U niektórych grup systematycznych roślin (u sandałowców) następuje daleko posunięta redukcja budowy i integracja zalążków z zalążnią, np. u gałecznicowatych redukcja integumentów i łożyska prowadzi do tego, że komórki macierzyste makrospor osadzone są po prostu w ścianie zalążni.

Położenie zalążków w zalążni: a) ścienne, b) kątowe, c) osiowe

W zależności od umieszczenia względem brzegów owocolistka i liczby komór zalążni wyróżnia się następujące sposoby osadzenia zalążków:
- brzeżne – rozwijają się na brzegach owocolistków w zalążni jednokomorowej,
- kątowe – wyrastają na brzegach owocolistków w zalążni wielokomorowej,
- ścienne – rozwijają się na wewnętrznej ścianie zalążni,
- osiowe – znajdują się na kolumience wyrastającej z dna zalążni jednokomorowej, powstałej ze zrośnięcia dolnych (nasadowych) brzegów owocolistków.

1. słupek górny, 2. słupek górny kołozalążniowy, 3. słupek dolny

W zależności od położenia zalążni względem dna kwiatowego wyróżnia się słupek górny, górny kołozalążniowy lub dolny.
W czasie zapylania kwiatu łagiewka pyłkowa rośnie na wewnętrznej powierzchni zalążni, zwykle wzdłuż łożyska, dochodząc do wierzchołka zalążka. Z chwilą zapłodnienia zalążek rozwija się w nasiono, a zalążnia bierze udział w tworzeniu owocu – z jej ścian powstaje owocnia.